# Anikó Kapros
Anikó Kapros (Budapest, 11 novembre 1983) è un'ex tennista ungherese.

## Biografia
Nata nel 1983, la futura tennista ha trascorso alcuni anni della sua infanzia alle Bahamas. Proviene da una famiglia di sportivi e di acrobati: sua madre, Anikó Kéry, ha vinto il bronzo nella ginnastica artistica alle Olimpiadi di Monaco (1972).
All'Australian Open 2000 Aniko Kapros ha vinto in due specialità juniores: nel singolare ragazze battendo in finale María José Martínez Sánchez con il punteggio di 6–2, 3–6, 6–2, mentre nel doppio femminile avendo come compagna Christina Wheeler.
Anni dopo, nel 2003, è arrivata in finale al Japan Open Tennis Championships dove poi ha perso contro Marija Šarapova in tre set.  Al NASDAQ-100 Open 2004 è stata fermata al terzo turno in un incontro combattuto contro Svetlana Kuznecova. Nello stesso anno è arrivata agli ottavi di finale all'Australian Open 2004, ma è stata poi sconfitta da Fabiola Zuluaga.
Nel ranking ha raggiunto la 44ª posizione il 10 maggio del 2004.

## Statistiche

### Risultati in progressione
| Sigla | Risultato               |
| ----- | ----------------------- |
| V     | Vincitore               |
| F     | Finalista               |
| SF    | Semifinalista           |
| O     | Oro olimpico            |
| A     | Argento olimpico        |
| SF    | Bronzo olimpico         |
| QF    | Quarti di Finale        |
| 4T    | Quarto turno            |
| 3T    | Terzo turno             |
| 2T    | Secondo turno           |
| 1T    | Primo turno             |
| RR    | Round Robin             |
| LQ    | Turno di qualificazione |
| A     | Assente                 |
| ND    | Non disputato           |

| Legenda superfici    |
| -------------------- |
| Cemento              |
| Terra battuta        |
| Erba                 |
| Superficie variabile |

#### Singolare nei tornei del Grande Slam
| Torneo          | 2001 | 2002 | 2003 | 2004 | 2005 | 2006 | 2007 | 2008 | 2009 | 2010 |
| --------------- | ---- | ---- | ---- | ---- | ---- | ---- | ---- | ---- | ---- | ---- |
| Australian Open | A    | 1T   | 1T   | 4T   | 1T   | A    | A    | A    | A    | A    |
| Open di Francia | A    | 3T   | A    | 1T   | A    | A    | A    | A    | A    | A    |
| Wimbledon       | A    | A    | 3T   | 2T   | A    | A    | A    | A    | A    | A    |
| US Open         | 1T   | A    | 1T   | 1T   | A    | A    | A    | A    | A    | A    |

#### Doppio nei tornei del Grande Slam
| Torneo          | 2001 | 2002 | 2003 | 2004 | 2005 | 2006 | 2007 | 2008 | 2009 | 2010 |
| --------------- | ---- | ---- | ---- | ---- | ---- | ---- | ---- | ---- | ---- | ---- |
| Australian Open | A    | A    | A    | 1T   | 2T   | A    | A    | A    | A    | A    |
| Open di Francia | A    | A    | A    | A    | A    | A    | A    | A    | A    | A    |
| Wimbledon       | A    | A    | A    | A    | A    | A    | A    | A    | A    | A    |
| US Open         | A    | A    | A    | A    | A    | A    | A    | A    | A    | A    |

#### Doppio misto nei tornei del Grande Slam
Nessuna partecipazione

## Vittorie contro giocatrici top 10
| Stagione | 2002 | Totale |
| -------- | ---- | ------ |
| Vittorie | 1    | 1      |

| #    | Giocatrice    | Ranking | Evento                  | Superficie  | Turno | Punteggio     | Rank. AKR |
| ---- | ------------- | ------- | ----------------------- | ----------- | ----- | ------------- | --------- |
| 2002 |               |         |                         |             |       |               |           |
| 1.   | Justine Henin | 5       | Open di Francia, Parigi | Terra rossa | 1T    | 4–6, 6–1, 6–0 | 179       |